# Михтюк, Владимир Алексеевич
Владимир Алексеевич Михтюк (12 февраля 1938, Вышний Волочек — 23 февраля 2019, Винница) — советский и украинский военачальник, генерал-лейтенант ВС СССР и генерал-полковник ВСУ (28.01.1994).

## Биография
Родился 12 февраля 1938 года в городе Вышний Волочек, ныне Тверской области России.
В 1955 году окончил среднюю школу в городе Пярну Эстонской ССР и в том же году поступил во 2-е Высшее военно-морское инженерное училище в городе Ленинграде, в 1956 году переводится в Черноморское ВВМУ в городе Севастополе по специальности «Реактивное оружие подводных лодок».
В 1960 году после окончания училища был зачислен в распоряжение Главнокомандующего РВСН и назначен в Гомельскую область Белорусской ССР на должность начальника отделения технической батареи в 33-ю ракетную дивизию 50-й ракетной армии. В период с 1960 года по 1968 год прослужил в должностях от начальника отделения до офицера отдела боевой подготовки 50-й ракетной армии (г. Смоленск). С 1970 года занимал должности командира дивизиона, начальника штаба, командира 249-го ракетного полка в городе Полоцк (1973—1975), начальника штаба ракетной дивизии.
В сентябре 1977 года назначен командиром 32-й ракетной дивизии (д. Мышанка, Гомельская область). В 1979 году заочно окончил Военную академию им. Ф. Э. Дзержинского. В декабре 1980 года переводится на должность командира 35-й ракетной дивизии (г. Барнаул). Будучи командиром дивизии, в 1981 году генерал-майор Михтюк принимал непосредственное участие в командно-штабном учении «Запад-81». В ходе этого учения военному руководству стран-участниц Варшавского Договора были впервые продемонстрированы возможности ракетного комплекса «Пионер». Эта демонстрация современной ракетной техники вызвала большой резонанс в Европе и в первую очередь в руководстве НАТО.
В марте 1983 года генерал-майор Михтюк назначается начальником штаба 43-й ракетной армии (г. Винница). С октября 1988 года генерал-лейтенант Михтюк — командующий 50-й ракетной армией, с января 1991 года по май 1996 года — командующий 43-й ракетной армией, в 1991 году экстерном закончил Военную академию Генерального штаба. В 1992 году 43-я ракетная армия формально переходит в состав Вооруженных Сил Украины.
В мае 1996 года генерал-полковник ВС Украины Михтюк назначается заместителем министра обороны Украины — командующим 43-й ракетной армией, он возглавляет Межведомственную рабочую группу, контролирующую выполнение программы ликвидации стратегических наступательных вооружений (СНО).
30 октября 2001 года взрывом была уничтожена последняя в 43-й ракетной армии шахтная пусковая установка (ШПУ) межконтинентальной баллистической ракеты РС-22 (по классификации НАТО — SS-24).
20 августа 2002 года, после прощания с Боевым знаменем, 43-й ракетная армия прекратила свое существование, а её командующий генерал-полковник ВСУ Михтюк в этот же день был уволен с военной службы.

## Награды
СССР
- орден Трудового Красного Знамени (1987)[2]
- орден Красной Звезды (1981)[2]
- орден «За службу Родине в Вооружённых Силах СССР» III степени (1975)[2]
- медали, в том числе:
  - «За воинскую доблесть. В ознаменование 100-летия со дня рождения Владимира Ильича Ленина»
  - «Ветеран Вооружённых Сил СССР»
  - «За безупречную службу» 1-й степени

Украина
- орден Богдана Хмельницкого III степени
- медали